# 亚伯塔斯曼国家公园
亚伯塔斯曼国家公园（英語：Abel Tasman National Park）为新西兰南岛北岸的一个国家公园，以第一位到达新西兰的欧洲探险家亚伯·塔斯曼的名字命名。北临金湾，南濒塔斯曼湾。面积225平方公里，为新西兰最小的国家公园。著名的旅游胜地，公园内可以进行远足、划皮艇等活动。